# Urban fantasy
Az urban fantasy a fantasy irodalom egy alműfaja, melynek legfőbb jellemzője, hogy a fantasy elemekkel bíró narratíva jelentősen valós, városi környezetben játszódik. Az urban fantasy épp ezért a helybeli megkötés miatt a high fantasy műfaj ellentéte, mely műfajú történetek teljes egészükben kitalált helyeken és történeti elemekkel játszódnak.
A legtöbb urban fantasy történet egyben jelenkori is, különbséget a fantasy elemek történetbe emelése ad. Emellett a történetek időbeli elhelyezése széles skálán mozoghat a történelmi síkoktól kezdve, a jelenkoron át a jövőbeli világokig, a lényeg, hogy a nagyvárosokra jellemző életkörülményeket biztosítson természetfeletti elemek megjelenése mellett.
Az urban fantasy műfaj helyválasztási szempontjának lényege, hogy valós környezetbe helyezzen fantasy elemeket és nézőpontokat, mely által kialakul a konfliktus a valós emberi szokások és a természetfeletti elemek összekapcsolódása során, ez által előidézve a környezet változását, és a benne élők fejlődését, történeti szempontból lényeges reakcióit, anélkül, hogy egy teljesen új világot kellene felépíteni háttérnek.
A természetfeletti elemek széles választékát lehet ezen történeteknél alkalmazni, kezdve az idegen lények érkezésétől, a már jó ideje velünk együtt élő más fajok felfedezésén át, az alternatív világok létezéséig, mely megoldások mind oda vezetnek, hogy az addig ismert és alkalmazott szokásrend felborul, és beindítja az eseményeket a karaktereknél és a világfelépítésben is.
Habár a történetek lehetnek a jelenkorban játszódóak, nem szükséges csak és kizárólag ezt a kort alkalmazni. A műfaj lehetővé teszi a történelmi korban és a jövőben játszódó narratívát is, legyen az valós, vagy kitalált idő.

## Megkülönböztetése a paranormális románcoktól
A két műfaj közötti különbséget Jeannie Holmes írónő fogalmazta meg:
A paranormális románcok és az urban fantasy történetek szinte teljesen megegyeznek, ám a legfőbb különbség élesen elhatárolja őket egymástól.
Míg az urban fantasy regények egy külső problémára fókuszálnak, nem a két ember közötti érzelmi kapcsolatra, bár az a probléma megoldása során kialakulhat a szereplők között.
A paranormális románcok ezzel szemben elsősorban a két ember között létrejövő romantikus kapcsolatra összpontosítanak, és arra, hogy ezt a kapcsolatot a külső körülmények hogyan befolyásolják.
A legegyszerűbben úgy lehet eldönteni, hogy adott regény melyik műfajba tartozik, hogy kiemeljük a románcot a sztoriból, és ha ezek után még mindig életképes a történet, akkor urban fantasyról beszélünk. Ha nem, akkor valószínűleg paranormális románcról.

## Fordítás
- Ez a szócikk részben vagy egészben  az   urban fantasy című angol Wikipédia-szócikk fordításán alapul.  Az eredeti cikk szerkesztőit annak laptörténete sorolja fel. Ez a jelzés csupán a megfogalmazás eredetét és a szerzői jogokat jelzi, nem szolgál a cikkben szereplő információk forrásmegjelöléseként.